# Lista primarilor Bucureștiului

Stema Bucureștiului, 1993

Aceasta este lista primarilor capitalei României. Primăria Bucureștiului a fost înființată pe 7 august 1864, prin aplicarea noii legi comunale, după model francez. 
| Nr. crt.                                   | Nume                         | An naștere/ deces     | Ocupație                                       | Mențiuni                                 | De la              | Până la            | Partid                                    | Poză |
| ------------------------------------------ | ---------------------------- | --------------------- | ---------------------------------------------- | ---------------------------------------- | ------------------ | ------------------ | ----------------------------------------- | ---- |
| 1 (1)                                      | Barbu Vlădoianu              | 1812 – 1876           | general, politician                            | primul mandat                            | 7 august 1864      | 14 octombrie 1865  |                                           |      |
| 2                                          | Constantin I. Iliescu        | ? – ?                 | politician                                     |                                          | 15 octombrie 1865  | martie 1866        |                                           |      |
| 3                                          | Dimitrie C. Brătianu         | 1818 – 1892           | politician, diplomat                           |                                          | martie 1866        | 28 februarie 1867  | PNL                                       |      |
| 4                                          | Panait Costache              | ? – ?                 | politician                                     |                                          | 1 martie 1867      | noiembrie 1868     |                                           |      |
| 5                                          | Panait Iatropol              | 1832 – 1876           | medic ginecolog                                |                                          | noiembrie 1868     | mai 1869           |                                           |      |
| 6                                          | Gheorghe Grigore Cantacuzino | 1832 – 1913           | politician, jurist, moșier                     |                                          | mai 1869           | 31 ianuarie 1870   | PC                                        |      |
| 7                                          | Eftimie Diamandescu          | 1819 – 1894           | politician, moșier                             |                                          | 1 februarie 1870   | 30 septembrie 1870 |                                           |      |
| 8                                          | Christian Tell               | 1808 – 1884           | general, politician                            |                                          | 12 noiembrie 1870  | 1 ianuarie 1871    | PC                                        |      |
| 9 (1)                                      | C. A. Rosetti                | 1816 – 1885           | politician, publicist                          | primul mandat                            | 1 ianuarie 1871    | mai 1871           | PNL                                       |      |
| 10                                         | Scarlat Crețulescu           | 1810 – 1873           | politician                                     |                                          | 18 mai 1871        | 27 decembrie 1872  |                                           |      |
| 1 (2)                                      | Barbu Vlădoianu              | 1812 – 1876           | general, politician                            | al doilea mandat                         | decembrie 1872     | 31 mai 1873        |                                           |      |
| 11                                         | Constantin N. Brăiloiu       | 1809 – 1889           | politician                                     |                                          | 1 iunie 1873       | 30 septembrie 1873 | PC                                        |      |
| 12                                         | George Manu                  | 1833 – 1911           | general, politician                            |                                          | 4 octombrie 1873   | 25 martie 1877     | PC                                        |      |
| 9 (2)                                      | C. A. Rosetti                | 1816 – 1885           | politician, publicist                          | al doilea mandat                         | 2 aprilie 1877     | august 1877        | PNL                                       |      |
| –                                          | Procopie I. Dumitrescu       | 1845 – 1921           | jurist, politician                             | ajutor de primar                         | august 1877        | noiembrie 1878     | PNL                                       |      |
| –                                          | Constantin Bosianu           | 1815 – 1882           | jurist, politician                             | interimar                                | decembrie 1878     | decembrie 1878     | PNL                                       |      |
| 13                                         | Dimitrie Cariagdi            | 1815 – 1893           | politician                                     |                                          | 21 decembrie 1878  | 24 noiembrie 1883  | PNL                                       |      |
| –                                          | Michail Török                | ? – ?                 | politician                                     | interimar                                | 24 noiembrie 1883  | 30 ianuarie 1884   |                                           |      |
| 15                                         | Nicolae Fleva                | 1840 – 1920           | politician                                     | demisionat                               | 31 ianuarie 1884   | aprilie 1886       | PC                                        |      |
| –                                          | Grigore Cerchez              | 1850 – 1927           | arhitect, profesor                             | interimar                                | aprilie 1886       | mai 1886           |                                           |      |
| 16                                         | Nicolae Manolescu            | ? – 1886              | politician                                     |                                          | iunie 1886         | 31 iulie 1886      |                                           |      |
| –                                          | Grigore Cerchez              | 1850 – 1927           | arhitect, profesor                             | interimar                                | 1 august 1886      | 21 noiembrie 1886  |                                           |      |
| 17                                         | Ion I. Câmpineanu            | 1841 – 1888           | politician                                     |                                          | 21 noiembrie 1886  | aprilie 1888       | PNL                                       |      |
| 18                                         | Pake Em. Protopopescu        | 1845 – 1893           | politician, jurist, profesor, doctor în drept, |                                          | aprilie 1888       | decembrie 1891     | PNL                                       |      |
| 19                                         | Dimitrie Orbescu             | ? – ?                 | politician                                     |                                          | decembrie 1891     | iunie 1892         |                                           |      |
| 20                                         | Grigore Triandafil           | 1840 – 1907           | magistrat, doctor în drept, avocat, politician |                                          | iunie 1892         | 31 ianuarie 1893   | PC                                        |      |
| 21 (1)                                     | Nicolae Filipescu            | 1862 – 1916           | politician, publicist, moșier                  | primul mandat                            | 9 februarie 1893   | 7 octombrie 1895   | PC                                        |      |
| 22                                         | Petre S. Aurelian            | 1833 – 1909           | politician, economist, agronom                 |                                          | octombrie 1895     | 31 decembrie 1895  | PNL                                       |      |
| 23 (1)                                     | Constantin F. Robescu        | 1839 – 1920           | politician, inginer agronom                    | primul mandat                            | 1 ianuarie 1896    | aprilie 1899       | PNL                                       |      |
| 21 (2)                                     | Nicolae Filipescu            | 1862 – 1916           | politician, publicist                          | al doilea                                | aprilie 1899       | iunie 1899         | PC                                        |      |
| 24                                         | Barbu Ștefănescu Delavrancea | 1858 – 1918           | scriitor, orator și avocat                     |                                          | iunie 1899         | februarie 1901     |                                           |      |
| 25                                         | Emil Costinescu              | 1844 – 1921           | economist și politician                        |                                          | februarie 1901     | aprilie 1901       |                                           |      |
| 26 (1)                                     | Procopie I. Dumitrescu       | 1845 – 1921           | jurist, politician                             | primul mandat                            | aprilie 1901       | noiembrie 1902     | PNL                                       |      |
| 23 (2)                                     | Constantin F. Robescu        | 1839 – 1920           | politician, inginer agronom                    | al doilea mandat                         | noiembrie 1902     | decembrie 1904     | PNL                                       |      |
| 27                                         | Mihai G. Cantacuzino         | 1867 – 1928           | politician                                     |                                          | decembrie 1904     | martie 1907        | PC                                        |      |
| 28                                         | C. Costescu Comăneanu        | 1841 – 1927           | politician, moșier                             |                                          | aprilie 1907       | iunie 1907         | PNL                                       |      |
| 29                                         | Vintilă I. Brătianu          | 1867 – 1930           | politician                                     |                                          | iunie 1907         | februarie 1910     | PNL                                       |      |
| 26 (2)                                     | Procopie I. Dumitrescu       | 1845 – 1921           | jurist, politician                             | al doilea mandat                         | februarie 1910     | ianuarie 1911      | PNL                                       |      |
| 30                                         | Dimitrie Dobrescu            | 1852 – 1934           | jurist, politician                             |                                          | ianuarie 1911      | octombrie 1912     | PC                                        |      |
| 31                                         | Constantin I. Istrati        | 1850 – 1918           | politician, chimist, medic                     |                                          | octombrie 1912     | martie 1913        | PC                                        |      |
| 32                                         | Grigore Gh. Cantacuzino      | 1873 – 1930           | moșier, politician                             |                                          | martie 1913        | decembrie 1913     | PC                                        |      |
| 33                                         | Ion Gh. Saita                | 1862 – 1914           | avocat, jurist, politician                     |                                          | ianuarie 1914      | martie 1914        | PNL                                       |      |
| 34 (1)                                     | Emil Petrescu                | 1858 – 1938           | jurist, politician                             | primul mandat                            | martie 1914        | noiembrie 1916     | PNL                                       |      |
| 35                                         | Victor Verzea                | ? – ?                 | colonel                                        |                                          | noiembrie 1916     | iunie 1917         |                                           |      |
| 36                                         | Dem. Bragadiru               | ? – ?                 | politician                                     |                                          | iunie 1917         | august 1917        |                                           |      |
| 37                                         | Ion Dobrovici                | ? – ?                 | politician                                     |                                          | august 1917        | noiembrie 1918     |                                           |      |
| 34 (2)                                     | Emil Petrescu                | 1858 – 1938           | jurist, politician                             | al doilea mandat                         | noiembrie 1918     | decembrie 1918     | PNL                                       |      |
| 38                                         | Constantin Hălăuceanu        | ? – ?                 | politician                                     |                                          | decembrie 1918     | septembrie 1919    |                                           |      |
| 39                                         | Pandele Tarușanu             | ? – ?                 | inginer, politician                            |                                          | octombrie 1919     | ianuarie 1920      |                                           |      |
| 40                                         | Gheorghe Gheorghian          | ? – ?                 | medic, politician                              |                                          | ianuarie 1920      | februarie 1922     |                                           |      |
| 41                                         | Matei Gh. Corbescu           | 1876 – 1923           | publicist, ziarist, politician doctor în drept |                                          | februarie 1922     | decembrie 1922     | PNL                                       |      |
| 42                                         | Lucian Skupiewski            | 1876 – 1949           | medic, politician                              |                                          | 4 februarie 1923   | aprilie 1923       |                                           |      |
| 43 (1)                                     | Ioan E. Costinescu           | 1871 – 1951           | medic, politician                              | primul mandat                            | aprilie 1923       | aprilie 1926       | PNL                                       |      |
| 44                                         | Anibal Teodorescu            | 1881 – 1971           | jurist, politician                             |                                          | aprilie 1926       | iulie 1927         |                                           |      |
| 43 (2)                                     | Ioan E. Costinescu           | 1871 – 1951           | medic, politician                              | al doilea mandat                         | iulie 1927         | noiembrie 1928     | PNL                                       |      |
| –                                          | Gheorghe Gheorghian          | ? – ?                 | medic, politician                              | interimar                                | decembrie 1928     | ianuarie 1929      |                                           |      |
| 45                                         | Dem I. Dobrescu              | 1869 – 1948           | politician, doctor în drept                    |                                          | februarie 1929     | ianuarie 1934      | PNȚ                                       |      |
| 46                                         | Alexandru Gh. Donescu        | 1875 – 1942           | politician                                     |                                          | martie 1934        | 5 ianuarie 1938    |                                           |      |
| 47                                         | Constantin C. Brăiesku       | 1879 – ?              | politician                                     |                                          | ianuarie 1938      | februarie 1938     |                                           |      |
| 48                                         | Iulian Peter                 | ? – ?                 | politician                                     |                                          | februarie 1938     | septembrie 1938    |                                           |      |
| 49 (1)                                     | Victor Dombrovski            | 1887 – 1969           | general, politician                            | primul mandat                            | septembrie 1938    | septembrie 1940    |                                           |      |
| 50                                         | Gheorghe I. Vântu            | ? – ?                 | politician                                     |                                          | septembrie 1940    | februarie 1941     |                                           |      |
| 51                                         | Rodrig Modreanu              | ? – 1950              | general                                        |                                          | februarie 1941     | decembrie 1941     |                                           |      |
| 51                                         | Constantin Florescu          | ? – ?                 | general                                        |                                          | 29 noiembrie 1941  | octombrie 1942     |                                           |      |
| 52                                         | Ioan Rășcanu                 | 1878 – 1952           | general, politician                            |                                          | octombrie 1942     | august 1944        |                                           |      |
| 49 (2)                                     | Victor Dombrovski            | 1887 – 1969           | general, politician                            | al doilea mandat                         | august 1944        | iunie 1948         |                                           |      |
| 53                                         | Nicolae Pârvulescu           | ? – ?                 | general, politician                            |                                          | august 1948        | februarie 1949     |                                           |      |
| 54                                         | Nicolae Voiculescu           | ? – ?                 | politician                                     |                                          | februarie 1949     | decembrie 1950     | PMR                                       |      |
| Președinți ai Sfatului Popular             |                              |                       |                                                |                                          |                    |                    |                                           |      |
| 55                                         | Gheorghe Roman               | 1913 – 1997           | politician                                     |                                          | decembrie 1950     | decembrie 1951     | PMR                                       |      |
| 56                                         | Anton Tatu Jianu             | 1913 – 1977           | politician, jurist                             |                                          | ianuarie 1952      | iunie 1952         | PMR                                       |      |
| 57                                         | Jean Ilie                    | ? – ?                 | politician                                     |                                          | iulie 1952         | martie 1953        | PMR                                       |      |
| 58                                         | Crăciun Blidaru              | ? – ?                 | politician                                     |                                          | aprilie 1953       | ianuarie 1954      | PMR                                       |      |
| 59                                         | Gheorghe Vidrașcu            | ? – ?                 | politician                                     |                                          | ianuarie 1954      | februarie 1955     | PMR                                       |      |
| 60                                         | Ștefan Bălan                 | 1913 – 1991           | politician, profesor, inginer doctor docent    |                                          | martie 1955        | ianuarie 1956      | PMR                                       |      |
| 61                                         | Anton Vlădoiu                | ? – ?                 | politician                                     |                                          | februarie 1956     | martie 1958        | PMR                                       |      |
| 62                                         | Dumitru Diaconescu           | 1908 – 1981           | politician                                     |                                          | martie 1958        | aprilie 1962       | PMR                                       |      |
| 63                                         | Ion Cosma                    | 1923 – sec. al XX-lea | politician                                     |                                          | aprilie 1962       | februarie 1968     | PMR, PCR                                  |      |
| Președinți ai Consiliului Popular          |                              |                       |                                                |                                          |                    |                    |                                           |      |
| 64                                         | Dumitru Popa                 | 1925 –                | politician                                     |                                          | februarie 1968     | 24 aprilie 1972    | PCR                                       |      |
| 65                                         | Gheorghe Cioară              | 1924 – 1993           | inginer construcții hidrotehnice, politician   |                                          | 24 aprilie 1972    | 19 iunie 1976      | PCR                                       |      |
| 66                                         | Ion Dincă                    | 1928 – 2007           | general de armată, politician                  |                                          | 19 iunie 1976      | 1 februarie 1979   | PCR                                       |      |
| 67                                         | Gheorghe Pană                | 1927 –                | politician                                     |                                          | 1 februarie 1979   | 16 decembrie 1985  | PCR                                       |      |
| 68                                         | Constantin Olteanu           | 1928 – 2018           | general, politician                            |                                          | 16 decembrie 1985  | iunie 1988         | PCR                                       |      |
| 69                                         | Radu Constantin              | ? –                   | politician                                     |                                          | iunie 1988         | 7 februarie 1989   | PCR                                       |      |
| 70                                         | Barbu Petrescu               | 1932 –                | inginer mecanic, politician                    |                                          | 7 februarie 1989   | 22 decembrie 1989  | PCR                                       |      |
| Primari Generali ai Municipiului București |                              |                       |                                                |                                          |                    |                    |                                           |      |
| 71                                         | Dan Predescu                 | 1949 –                | medic, cercetător, politician                  | demis                                    | 20 ianuarie 1990   | 23 iulie 1990      | FSN                                       |      |
| 72                                         | Ștefan Ciurel                | 1932 –                | inginer constructor, politician                | demisionat                               | 24 iulie 1990      | 16 noiembrie 1990  | FSN                                       |      |
| 73                                         | Nicolae Viorel Oproiu        | 1940 –                | inginer de instalații, politician              | demis                                    | 18 noiembrie 1990  | 2 septembrie 1991  | FSN                                       |      |
| 74                                         | Doru Viorel Pană             | ? –                   | politician                                     |                                          | 3 septembrie 1991  | 23 februarie 1992  | FSN                                       |      |
| 75                                         | Crin Halaicu                 | 1952 –                | inginer constructor, politician                |                                          | 23 februarie 1992  | 16 iunie 1996      | PNL                                       |      |
| 76                                         | Victor Ciorbea               | 1954 –                | jurist, avocat, politician                     | demisionat (numit premier)               | 16 iunie 1996      | 12 decembrie 1996  | PNȚCD                                     |      |
| 77                                         | Viorel Lis                   | 1944 –                | politician                                     | interimar până la 13 nov. 1998           | 13 decembrie 1996  | 26 iunie 2000      | PNȚCD                                     |      |
| 78                                         | Traian Băsescu               | 1951 –                | comandant de navă, politician                  | 2 mandate; (președinte din 21 dec. 2004) | 26 iunie 2000      | 21 decembrie 2004  | PD                                        |      |
| –                                          | Răzvan Gheorghe Murgeanu     | 1959 –                | inginer constructor, politician                | interimar                                | 23 decembrie 2004  | 3 aprilie 2005     | PD                                        |      |
| 79                                         | Adriean Videanu              | 1962 –                | inginer, om de afaceri, politician             |                                          | 3 aprilie 2005     | 18 iunie 2008      | PDL                                       |      |
| 80                                         | Sorin Oprescu                | 1951 –                | medic chirurg, politician                      | 2 mandate; suspendat                     | 18 iunie 2008      | 15 septembrie 2015 | Independent (susținut de PSD)             |      |
| –                                          | Ștefănel Dan Marin           | 1976 –                | analist politic, politician                    | interimar, demis                         | 15 septembrie 2015 | 24 noiembrie 2015  | UNPR                                      |      |
| –                                          | Ioan-Răzvan Sava             | 1969 –                | energetician, politician                       | interimar                                | 24 noiembrie 2015  | 5 iunie 2016       | PNL                                       |      |
| 81                                         | Gabriela Vrânceanu-Firea     | 1972 –                | jurnalistă, om de afaceri, politiciană         |                                          | 5 iunie 2016       | 29 octombrie 2020  | PSD                                       |      |
| 82                                         | Nicușor Dan                  | 1969 –                | matematician, activist, politician             | 2 mandate;(președinte din 26 mai. 2025)  | 29 octombrie 2020  | 26 mai 2025        | Independent (susținut de USR PLUS și PNL) |      |
| –                                          | Stelian Bujduveanu           | 1989 –                | politician                                     | interimar                                | 26 mai 2025        | prezent            | PNL                                       |      |